# Ministeri de Justícia d'Espanya
El Ministeri de Justícia d'Espanya és un dels departaments ministerials en els quals s'organitza l'Administració General de l'Estat, el titular del qual és el ministre o la ministra de Justícia.
L'actual titular del ministeri és Félix Bolaños García des de novembre de 2023.

## Història
El ministeri es va crear l'any 1931 amb la proclamació de la Segona República a Espanya i va succeir l'anterior Ministeri de Gràcia i Justícia. Des de llavors el departament s'ha mantingut fins a l'actualitat amb l'excepció de dos períodes. Entre els anys 1935 i 1936 va ser suprimit i les seves funcions van ser assumides pels Ministeris de Treball i Justícia i de Treball, Justícia i Sanitat. Entre el 1994 i 1995, les seves competències van passar en mans del Ministeri de Justícia i Interior. El 1996 es recupera durant el mandat del president del Govern, José María Aznar.

## Funcions
Corresponen al Ministeri de Justícia les següents funcions:
- Proposar i executar la política del Govern d'Espanya per al desenvolupament de l'ordenament jurídic.
- Les relacions del Govern amb l'Administració de Justícia, el Consell General del Poder Judicial i el Ministeri Fiscal, a través del Fiscal General de l'Estat.
- La cooperació jurídica internacional.

## Estructura
El Ministeri de Justícia s'estructura en el següent òrgan superior:
- Secretaria d'Estat de Justícia
- Subsecretaria de Justícia
- L'Advocacia General de l'Estat-Direcció del Servei Jurídic de l'Estat.

## Llista de ministres de Justícia d'Espanya
Els ministres de Justícia de la història recent d'Espanya són els següents:
| Legislatura                                | Inici                  | Finalització           | Nom                                      | Partit           |
| ------------------------------------------ | ---------------------- | ---------------------- | ---------------------------------------- | ---------------- |
| Constituent (1977-1979)                    | 4 de juliol de 1977    | 6 d'abril de 1979      | Landelino Lavilla Alsina                 | UCD              |
| I (1979-1982)                              | 5 de juliol de 1979    | 9 de setembre de 1980  | Íñigo Cavero Lataillade                  | UCD              |
| I (1979-1982)                              | 9 de setembre de 1980  | 1 de setembre de 1981  | Francisco Fdz. Ordónez                   | UCD              |
| I (1979-1982)                              | 1 de setembre de 1981  | 3 de desembre de 1982  | Pío Cabanillas Gallas                    | UCD              |
| II (1982-1986)                             | 2 de desembre de 1982  | 26 de juliol de 1986   | Fernando Ledesma Bartret                 | PSOE             |
| III (1986-1989)                            | 26 de juliol de 1986   | 12 de juliol de 1988   | Fernando Ledesma Bartret                 | PSOE             |
| III (1986-1989)                            | 12 de juliol de 1988   | 6 de desembre de 1989  | Enrique Múgica Herzog                    | PSOE             |
| IV (1989-1993)                             | 7 de desembre de 1989  | 12 de març de 1991     | Enrique Múgica Herzog                    | PSOE             |
| IV (1989-1993)                             | 12 de març de 1991     | 13 de juliol de 1993   | Tomás de la Quadra-Salcedo               | PSOE             |
| V (1993-1996)                              | 14 de juliol de 1993   | 6 de maig de 1994      | Juan Alberto Belloch Julbe               | PSOE             |
| Ministeri de Justícia i Interior (1994-96) |                        |                        |                                          |                  |
| VI (1996-2000)                             | 5 de maig de 1996      | 27 d'abril de 2000     | Margarita Mariscal de Gante              | PP               |
| VII (2000-2004)                            | 28 d'abril de 2000     | 10 de juliol de 2002   | Ángel Acebes Paniagua                    | PP               |
| VII (2000-2004)                            | 10 de juliol de 2002   | 18 d'abril de 2004     | José María Michavila                     | PP               |
| VIII (2004-2008)                           | 18 d'abril de 2004     | 12 de febrer de 2007   | Juan Fernando López Aguilar              | PSOE             |
| VIII (2004-2008)                           | 12 de febrer de 2007   | 14 d'abril de 2008     | Mariano Fernández Bermejo                | PSOE             |
| IX (2008-2011)                             | 14 d'abril de 2008     | 23 de febrer de 2009   | Mariano Fernández Bermejo                | PSOE             |
| IX (2008-2011)                             | 23 de febrer de 2007   | 22 de desembre de 2011 | Francisco Caamaño Domínguez              | PSOE             |
| X (2011-2015)                              | 22 de desembre de 2011 | 23 de setembre de 2014 | Alberto Ruiz Gallardón                   | PP               |
| X (2011-2015)                              | 23 de setembre de 2014 | 29 de setembre de 2014 | Soraya Sáenz de Santamaría (en funcions) | PP               |
| X (2011-2015)                              | 29 de setembre de 2014 | 21 de desembre de 2015 | Rafael Catalá Polo                       | PP               |
| XI (2015-2016)                             | 22 de desembre de 2015 | 3 de novembre de 2016  | Rafael Catalá Polo (en funcions)         | PP               |
| XII (2016-2019)                            | 4 de novembre de 2016  | 7 de juny de 2018      | Rafael Catalá Polo                       | PP               |
| XII (2016-2019)                            | 7 de juny de 2018      | 21 de maig de 2019     | Dolores Delgado García                   | Independent-PSOE |
| XIII (2019-2019)                           | 21 de maig de 2019     | 13 de gener de 2020    | Dolores Delgado García (en funcions)     | Independent-PSOE |
| XIV (2020-actualitat)                      | 13 de gener de 2020    | 12 de juliol de 2021   | Juan Carlos Campo Moreno                 | PSOE             |
| XIV (2020-2023)                            | 12 de juliol de 2021   | novembre de 2023       | Pilar Llop Cuenca                        | PSOE             |
| XIV (2023-actualitat)                      | 20 de novembre de 2023 | en el càrrec           | Félix Bolaños Garcia                     | PSOE             |

## Antecedents
- 1931: Creació del Ministeri de Justícia
- 1935: Se suprimeix el ministeri i es crea el Ministeri de Treball i Justícia.
- 1936: Es recupera el Ministeri de Justícia.
- 1994: Se suprimeix el ministeri i es crea el Ministeri de Justícia i Interior.
- 1996: Es recupera el Ministeri de Justícia.